# Eduard Schoenfeld (Maler)
Eduard Schoenfeld (* 24. April 1839 in Düsseldorf; † 28. November 1885 ebenda) war ein deutscher Maler der Düsseldorfer Schule.

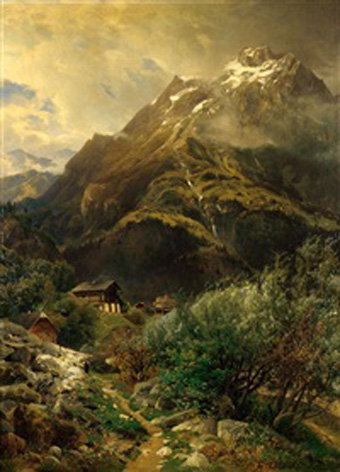
Hochgebirgslandschaft

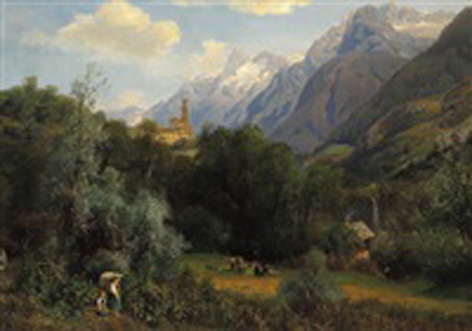
Weinernte in Südtirol mit Blick auf eine Burg

## Leben
Sein Vater war Stephan Schoenfeld (1796–1874), Düsseldorfer Hoflieferant für Künstlermaterialien, welcher 1830 Amalia, eine geborene Schieffer, geheiratet hatte. Eduard Schoenfeld studierte 1855/1856 an der Kunstakademie Düsseldorf unter Hans Fredrik Gude und Heinrich Mücke. Er lebte und arbeitete in Düsseldorf, unterbrochen von Reisen in die Bergregionen der Alpen bis nach Tirol, wo er nach der Natur malte. Sein Genre war die Landschaftsmalerei mit Hochgebirgsmotiven. Seit 1856 war er Mitglied im Malkasten Künstlerverein. 1877 war Schoenfeld mit zwei Bildern an der Ausstellung in der Königlichen Akademie der Bildenden Künste in Amsterdam beteiligt.
Seine Frau Marie, eine geborene Baum, lebte nach seinem Tod in der Pempelforter Straße in Düsseldorf. Sie war Eigentümerin zweier Häuser dort sowie des Atelier-Hauses Eiskellerberg 1–3 mit der Künstlerbedarfhandlung „Stephan Schoenfeld“, welches Schoenfeld nach 1882 errichtet hatte. 
Sein älterer Bruder Franz Schoenfeld wurde Chemiker und der Begründer der Lukas Künstlerfarben.

## Werke (Auswahl)
- Südtiroler Landschaft
- Schweizer Gebirgstal mit Bauernhäusern und Kirchlein, 1869
- Seelandschaft, 1883
- Voralpenlandschaft mit Kahnfahrerin am Ufer, 1884
- Der Bristenstock bei Amsteg in der Schweiz, 1885
- Hochgebirgslandschaft, 1885[12]
- Weinernte in Südtirol mit Blick auf eine Burg
- Landschaft bei Wien
- Alpine Landschaft mit Figurenstaffage am felsigen Ufer eines Bergsees und Gebirgsmassiv im Hintergrund
- Nachmittag am Berghof
- Landschaft mit Abtei an der Donau
- Junge Frau in den Schweizer Alpen
- Gebirgssee